# Llista de monuments del Pla d'Urgell
Llista de monuments del Pla d'Urgell inclosos en l'Inventari del Patrimoni Arquitectònic Català de la comarca del Pla d'Urgell. Inclou els inscrits en el Registre de Béns Culturals d'Interès Nacional (BCIN) amb la classificació de monuments històrics, els Béns Culturals d'Interès Local (BCIL) de caràcter immoble i la resta de béns arquitectònics integrants del patrimoni cultural català.

## Barbens
| Monument                                                            | Protecció    | Estil/època              | Localització                                                      | Coordenades                                          | Codi?         | Imatge |
| ------------------------------------------------------------------- | ------------ | ------------------------ | ----------------------------------------------------------------- | ---------------------------------------------------- | ------------- | --- |
| Creu de terme de Bullidor                                           | BCIN 290-MH  | Renaixement XVI          | Barbens Pl. de l'Església                                         | 41° 40′ 44″ N, 1° 01′ 06″ E / 41.679026°N,1.018348°E | IPA-317       | Creu de terme de Bullidor (Barbens) · Vegeu més fotos d'aquest monument · Carregueu una nova foto d'aquest monument                                           |
| Comanda de Barbens                                                  | BCIN 508-MH  | XVI-XVIII                | Barbens Pl. de l'Església                                         | 41° 40′ 45″ N, 1° 01′ 07″ E / 41.679222°N,1.018558°E | RI-51-0006265 | Comanda de Barbens · Vegeu més fotos d'aquest monument · Carregueu una nova foto d'aquest monument                                                            |
| Castell i església del Bullidor                                     | BCIN 3999-MH | Obra popular XIV, XVI    | Barbens El Bullidor                                               | 41° 41′ 29″ N, 1° 00′ 56″ E / 41.691431°N,1.015670°E | IPA-32532     | Castell i església del Bullidor (Barbens) · Vegeu més fotos d'aquest monument · Carregueu una nova foto d'aquest monument                                     |
| Església parroquial de Santa Maria                                  | BCIL 2010    | Romànic, gòtic XI, XVIII | Barbens Pl. de l'Església                                         | 41° 40′ 44″ N, 1° 01′ 07″ E / 41.67882°N,1.0186°E    | IPA-14720     | Església parroquial de Santa Maria (Barbens) · Vegeu més fotos d'aquest monument · Carregueu una nova foto d'aquest monument                                  |
| Cal Veciana                                                         |              | Renaixement XVI          | Barbens Pl. de l'Església                                         | 41° 40′ 43″ N, 1° 01′ 06″ E / 41.67868°N,1.01825°E   | IPA-14721     | Cal Veciana (Barbens) · Vegeu més fotos d'aquest monument · Carregueu una nova foto d'aquest monument                                                         |
| Eix carrer Major, pl. Cavallers Malta, pl. Església, c. St. Domènec | BCIL 2006    | Obra popular Medieval    | Barbens C. Major, pl. Cavallers de Malta, c. Domènec, c. Cardenal | 41° 40′ 41″ N, 1° 01′ 03″ E / 41.67812°N,1.01752°E   | IPA-36304     | Eix carrer Major, pl. Cavallers Malta, pl. Església, c. St. Domènec (Barbens) · Vegeu més fotos d'aquest monument · Carregueu una nova foto d'aquest monument |

## Bell-lloc d'Urgell
| Monument                           | Protecció    | Estil/època                        | Localització                               | Coordenades                                          | Codi?         | Imatge |
| ---------------------------------- | ------------ | ---------------------------------- | ------------------------------------------ | ---------------------------------------------------- | ------------- | --- |
| Torre del Telègraf                 | BCIN 529-MH  | XIX                                | Bell-lloc d'Urgell Enderrocada             | 41° 38′ 06″ N, 0° 46′ 24″ E / 41.634873°N,0.773308°E | RI-51-0006275 | Torre del Telègraf (Bell-lloc d'Urgell) · Vegeu més fotos d'aquest monument · Carregueu una nova foto d'aquest monument                 |
| Creu de terme                      | BCIN 4400-MH | Gòtic, barroc XVII                 | Bell-lloc d'Urgell Pl. de la Creu de Terme | 41° 37′ 53″ N, 0° 46′ 49″ E / 41.6315°N,0.78041°E    | IPA-14725     | Creu de terme (Bell-lloc d'Urgell) · Vegeu més fotos d'aquest monument · Carregueu una nova foto d'aquest monument                      |
| Església parroquial de Sant Miquel | BCIL 2006    | Darreres tendències                | Bell-lloc d'Urgell C. Major, 1             | 41° 37′ 46″ N, 0° 46′ 52″ E / 41.62947°N,0.78114°E   | IPA-14113     | Església parroquial de Sant Miquel (Bell-lloc d'Urgell) · Vegeu més fotos d'aquest monument · Carregueu una nova foto d'aquest monument |
| Rectoria                           | BCIL 2006    | Obra popular XX                    | Bell-lloc d'Urgell C. Major, 25            | 41° 37′ 45″ N, 0° 46′ 51″ E / 41.62925°N,0.78097°E   | IPA-14726     | Rectoria (Bell-lloc d'Urgell) · Vegeu més fotos d'aquest monument · Carregueu una nova foto d'aquest monument                           |
| Cal Pubill                         | BCIL 2006    | Obra popular, neoclassicisme XVIII | Bell-lloc d'Urgell Pl. Major, 1            | 41° 37′ 46″ N, 0° 46′ 45″ E / 41.62952°N,0.77914°E   | IPA-14727     | Cal Pubill (Bell-lloc d'Urgell) · Vegeu més fotos d'aquest monument · Carregueu una nova foto d'aquest monument                         |
| Cal Fam                            | BCIL 2006    | Barroc XVIII                       | Bell-lloc d'Urgell C. Major, 18            | 41° 37′ 46″ N, 0° 46′ 48″ E / 41.62947°N,0.78007°E   | IPA-17681     | Cal Fam (Bell-lloc d'Urgell) · Vegeu més fotos d'aquest monument · Carregueu una nova foto d'aquest monument                            |
| Cal Bosch                          |              | Neoclassicisme XIX                 | Bell-lloc d'Urgell C. Major, 41            | 41° 37′ 46″ N, 0° 46′ 46″ E / 41.62937°N,0.7794°E    | IPA-17682     | Cal Bosch (Bell-lloc d'Urgell) · Vegeu més fotos d'aquest monument · Carregueu una nova foto d'aquest monument                          |
| Cal Codina                         | BCIL 2006    | Obra popular XVIII                 | Bell-lloc d'Urgell C. Major, 35            | 41° 37′ 46″ N, 0° 46′ 47″ E / 41.62936°N,0.77967°E   | IPA-17683     | Cal Codina (Bell-lloc d'Urgell) · Vegeu més fotos d'aquest monument · Carregueu una nova foto d'aquest monument                         |
| Cal Fàbregas                       | BCIL 2006    |                                    | Bell-lloc d'Urgell C. Urgell, 6            |                                                      | IPA-46601     | Carregueu una nova foto d'aquest monument                                                                                               |
| Edifici de la Costereta            | BCIL 2006    |                                    | Bell-lloc d'Urgell C. del Forn, 42         |                                                      | IPA-46602     | Carregueu una nova foto d'aquest monument                                                                                               |
| Cal Farré de la Plaça              | BCIL 2006    |                                    | Bell-lloc d'Urgell Pl. Major, 14           | 41° 37′ 48″ N, 0° 46′ 46″ E / 41.63000°N,0.77934°E   | IPA-46603     | Carregueu una nova foto d'aquest monument                                                                                               |
| Can Bosch                          | BCIL 2006    |                                    | Bell-lloc d'Urgell C. Pau Casals, 17       | 41° 37′ 52″ N, 0° 46′ 44″ E / 41.63121°N,0.77898°E   | IPA-46605     | Carregueu una nova foto d'aquest monument                                                                                               |

## Bellvís
| Monument                                                                        | Protecció | Estil/època                  | Localització                                    | Coordenades                                        | Codi?     | Imatge |
| ------------------------------------------------------------------------------- | --------- | ---------------------------- | ----------------------------------------------- | -------------------------------------------------- | --------- | --- |
| Església de Nostra Senyora de l'Assumpció, o Església parroquial de Santa Maria | BCIL 2001 | Neoclassicisme XIX           | Bellvís Pl. Verge de les Soques                 | 41° 40′ 24″ N, 0° 49′ 02″ E / 41.67321°N,0.8173°E  | IPA-14729 | Església de Nostra Senyora de l'Assumpció (Bellvís) · Vegeu més fotos d'aquest monument · Carregueu una nova foto d'aquest monument    |
| Cal Borràs                                                                      |           | Obra popular XVIII           | Bellvís C. Major                                | 41° 40′ 22″ N, 0° 49′ 00″ E / 41.67271°N,0.81674°E | IPA-14730 | Cal Borràs (Bellvís) · Vegeu més fotos d'aquest monument · Carregueu una nova foto d'aquest monument                                   |
| Cal Bufalà                                                                      |           | Obra popular XVIII           | Bellvís C. Major                                | 41° 40′ 22″ N, 0° 48′ 59″ E / 41.67275°N,0.81644°E | IPA-14731 | Cal Bufalà (Bellvís) · Vegeu més fotos d'aquest monument · Carregueu una nova foto d'aquest monument                                   |
| Santuari de la Mare de Déu de les Sogues, el Miracle                            |           | Obra popular XVIII           | Bellvís Ctra. dels Arcs                         | 41° 41′ 19″ N, 0° 49′ 13″ E / 41.68863°N,0.8203°E  | IPA-14732 | Santuari de la Mare de Déu de les Sogues (Bellvís) · Vegeu més fotos d'aquest monument · Carregueu una nova foto d'aquest monument     |
| Església parroquial de Sant Antoni dels Arcs                                    |           | Barroc, neoclassicisme XVIII | Bellvís Els Arcs                                | 41° 41′ 38″ N, 0° 49′ 56″ E / 41.69391°N,0.8323°E  | IPA-14734 | Església parroquial de Sant Antoni dels Arcs (Bellvís) · Vegeu més fotos d'aquest monument · Carregueu una nova foto d'aquest monument |
| Cal Cava                                                                        |           | Obra popular XVIII           | Bellvís C. Major, 6, els Arcs                   | 41° 41′ 36″ N, 0° 49′ 56″ E / 41.69341°N,0.83209°E | IPA-14735 | Cal Cava (Bellvís) · Vegeu més fotos d'aquest monument · Carregueu una nova foto d'aquest monument                                     |
| Cal Ceprià                                                                      |           | Obra popular XVIII           | Bellvís C. Major, 2, els Arcs                   | 41° 41′ 37″ N, 0° 49′ 56″ E / 41.69355°N,0.8322°E  | IPA-14736 | Cal Ceprià (Bellvís) · Vegeu més fotos d'aquest monument · Carregueu una nova foto d'aquest monument                                   |
| Estació del Carrilet                                                            |           | Noucentisme XX               | Bellvís                                         | 41° 40′ 06″ N, 0° 51′ 16″ E / 41.6682°N,0.85448°E  | IPA-14858 | Carregueu una nova foto d'aquest monument                                                                                              |
| Cal Calvet                                                                      |           | Modernisme XX                | Bellvís Pl. Catalunya, 2                        | 41° 40′ 19″ N, 0° 49′ 01″ E / 41.67182°N,0.81703°E | IPA-17684 | Cal Calvet (Bellvís) · Vegeu més fotos d'aquest monument · Carregueu una nova foto d'aquest monument                                   |
| Casa de la Vila de Bellvís                                                      |           | XIX                          | Bellvís C. Domènec Cardenal, 48                 | 41° 40′ 20″ N, 0° 49′ 03″ E / 41.67217°N,0.81748°E | IPA-17685 | Casa de la Vila de Bellvís · Vegeu més fotos d'aquest monument · Carregueu una nova foto d'aquest monument                             |
| Habitatge al carrer Major, 11                                                   |           | XIX                          | Bellvís C. Major, 11, els Arcs                  | 41° 41′ 36″ N, 0° 49′ 57″ E / 41.69336°N,0.83249°E | IPA-17686 | Habitatge al carrer Major, 11 (Bellvís) · Vegeu més fotos d'aquest monument · Carregueu una nova foto d'aquest monument                |
| Pilar de l'Anunciació                                                           |           | Obra popular                 | Bellvís Partida del Tossal al camí de Balaguer  | 41° 41′ 20″ N, 0° 49′ 13″ E / 41.68898°N,0.82029°E | IPA-17687 | Pilar de l'Anunciació (Bellvís) · Vegeu més fotos d'aquest monument · Carregueu una nova foto d'aquest monument                        |
| Tossal de les Sogues                                                            |           | XX                           | Bellvís Partida del Tossal, partida del Convent | 41° 41′ 43″ N, 0° 49′ 13″ E / 41.69526°N,0.82038°E | IPA-17688 | Tossal de les Sogues (Bellvís) · Vegeu més fotos d'aquest monument · Carregueu una nova foto d'aquest monument                         |
| Molí de l'Adam                                                                  |           | Obra popular XIX             | Bellvís C. Major 11, els Arcs                   | 41° 41′ 36″ N, 0° 49′ 57″ E / 41.69336°N,0.8325°E  | IPA-17689 | Molí de l'Adam (Bellvís) · Vegeu més fotos d'aquest monument · Carregueu una nova foto d'aquest monument                               |

## Castellnou de Seana
| Monument                                  | Protecció    | Estil/època               | Localització                                     | Coordenades                                          | Codi?     | Imatge |
| ----------------------------------------- | ------------ | ------------------------- | ------------------------------------------------ | ---------------------------------------------------- | --------- | --- |
| Capitell de creu de terme                 | BCIN 3933-MH | Gòtic XIV-XV              | Castellnou de Seana Pl. de l'Església            | 41° 38′ 55″ N, 0° 58′ 13″ E / 41.648521°N,0.970190°E | IPA-14741 | Capitell de creu de terme (Castellnou de Seana) · Vegeu més fotos d'aquest monument · Carregueu una nova foto d'aquest monument                 |
| Peu i capitell de creu de terme           | BCIN 3934-MH | Renaixement XVI           | Castellnou de Seana                              | 41° 38′ 55″ N, 0° 58′ 13″ E / 41.648547°N,0.970272°E | IPA-14740 | Carregueu una nova foto d'aquest monument |
| Església parroquial de Sant Joan Baptista |              | Barroc XVII               | Castellnou de Seana Pl. Església                 | 41° 38′ 55″ N, 0° 58′ 13″ E / 41.64861°N,0.97018°E   | IPA-14738 | Església parroquial de Sant Joan Baptista (Castellnou de Seana) · Vegeu més fotos d'aquest monument · Carregueu una nova foto d'aquest monument |
| Ajuntament                                |              | Eclecticisme XX           | Castellnou de Seana Pl. Major                    | 41° 38′ 53″ N, 0° 58′ 16″ E / 41.64817°N,0.97123°E   | IPA-14742 | Ajuntament (Castellnou de Seana) · Vegeu més fotos d'aquest monument · Carregueu una nova foto d'aquest monument                                |
| Cal Peretó                                |              | Eclecticisme              | Castellnou de Seana C. Major, 5                  | 41° 38′ 53″ N, 0° 58′ 12″ E / 41.64805°N,0.96992°E   | IPA-14743 | Cal Peretó (Castellnou de Seana) · Vegeu més fotos d'aquest monument · Carregueu una nova foto d'aquest monument                                |
| Cal Rafel                                 |              | Obra popular, barroc XVII | Castellnou de Seana C. Major, 13                 | 41° 38′ 54″ N, 0° 58′ 10″ E / 41.64842°N,0.96956°E   | IPA-14744 | Cal Rafel (Castellnou de Seana) · Vegeu més fotos d'aquest monument · Carregueu una nova foto d'aquest monument                                 |
| Cal Galitó                                |              | Noucentisme XX            | Castellnou de Seana C. Mitjavila, 22             | 41° 38′ 50″ N, 0° 58′ 17″ E / 41.64727°N,0.97142°E   | IPA-14746 | Cal Galitó (Castellnou de Seana) · Vegeu més fotos d'aquest monument · Carregueu una nova foto d'aquest monument                                |
| La Farinera                               |              | Obra popular XIX          | Castellnou de Seana Camí de Vilanova de Bellpuig | 41° 38′ 11″ N, 0° 58′ 00″ E / 41.636436°N,0.966638°E | IPA-14747 | La Farinera (Castellnou de Seana) · Vegeu més fotos d'aquest monument · Carregueu una nova foto d'aquest monument                               |
| Cafè Modern                               |              | Noucentisme XX            | Castellnou de Seana C. Sant Blai, 23             | 41° 38′ 50″ N, 0° 58′ 10″ E / 41.64722°N,0.96951°E   | IPA-17690 | Cafè Modern (Castellnou de Seana) · Vegeu més fotos d'aquest monument · Carregueu una nova foto d'aquest monument                               |

## Fondarella
| Monument                                                | Protecció | Estil/època           | Localització                         | Coordenades                                        | Codi?     | Imatge |
| ------------------------------------------------------- | --------- | --------------------- | ------------------------------------ | -------------------------------------------------- | --------- | --- |
| Església parroquial de Santa Maria, Convent dels Aubacs |           | XV                    | Fondarella C. Santa Maria            | 41° 38′ 04″ N, 0° 52′ 31″ E / 41.63448°N,0.87529°E | IPA-14749 | Església parroquial de Santa Maria (Fondarella) · Vegeu més fotos d'aquest monument · Carregueu una nova foto d'aquest monument |
| Ermita de Sant Sebastià                                 |           | Obra popular XVIII    | Fondarella Rambla de la Font         | 41° 38′ 08″ N, 0° 52′ 31″ E / 41.63552°N,0.87514°E | IPA-14750 | Ermita de Sant Sebastià (Fondarella) · Vegeu més fotos d'aquest monument · Carregueu una nova foto d'aquest monument            |
| Cal Combelles, lo Castell                               |           | Obra popular XVI      | Fondarella C. Guimerà, 1             | 41° 38′ 04″ N, 0° 52′ 27″ E / 41.63438°N,0.87411°E | IPA-14751 | Cal Combelles (Fondarella) · Vegeu més fotos d'aquest monument · Carregueu una nova foto d'aquest monument                      |
| Cal Renyé                                               |           | Barroc XVIII          | Fondarella C. Guimerà                | 41° 38′ 04″ N, 0° 52′ 27″ E / 41.63436°N,0.87428°E | IPA-14752 | Cal Renyé (Fondarella) · Vegeu més fotos d'aquest monument · Carregueu una nova foto d'aquest monument                          |
| Cal Viudes                                              |           | Obra popular XVII-XIX | Fondarella C. Major, 7               | 41° 38′ 03″ N, 0° 52′ 29″ E / 41.63421°N,0.87484°E | IPA-14753 | Cal Viudes (Fondarella) · Vegeu més fotos d'aquest monument · Carregueu una nova foto d'aquest monument                         |
| Cal Ros                                                 |           | Obra popular XVIII    | Fondarella C. Guimerà, 6             | 41° 38′ 05″ N, 0° 52′ 27″ E / 41.6346°N,0.87404°E  | IPA-14754 | Cal Ros (Fondarella) · Vegeu més fotos d'aquest monument · Carregueu una nova foto d'aquest monument                            |
| Cal Pere Pou                                            |           | Obra popular XVIII    | Fondarella C. Guimerà, 11            | 41° 38′ 04″ N, 0° 52′ 25″ E / 41.63435°N,0.87365°E | IPA-14755 | Cal Pere Pou (Fondarella) · Vegeu més fotos d'aquest monument · Carregueu una nova foto d'aquest monument                       |
| Cal Serrano                                             |           | Obra popular XVIII    | Fondarella C. Major, 11 (enderrocat) | 41° 38′ 03″ N, 0° 52′ 28″ E / 41.63429°N,0.87447°E | IPA-17691 | Carregueu una nova foto d'aquest monument                                                                                       |

## Golmés
| Monument                               | Protecció | Estil/època                  | Localització                  | Coordenades                                        | Codi?     | Imatge |
| -------------------------------------- | --------- | ---------------------------- | ----------------------------- | -------------------------------------------------- | --------- | --- |
| Mas Pons                               |           | Obra popular XX              | Golmés Ctra. N-II             | 41° 37′ 48″ N, 0° 55′ 41″ E / 41.62997°N,0.92806°E | IPA-14757 | Mas Pons (Golmés) · Vegeu més fotos d'aquest monument · Carregueu una nova foto d'aquest monument                             |
| Cal Postilló                           |           | Obra popular XVIII           | Golmés Raval, 1               | 41° 37′ 56″ N, 0° 55′ 53″ E / 41.63225°N,0.93134°E | IPA-14758 | Cal Postilló (Golmés) · Vegeu més fotos d'aquest monument · Carregueu una nova foto d'aquest monument                         |
| Casa pairal de Cal Metge               |           | Obra popular XVIII           | Golmés C. Carretera, 5        | 41° 37′ 56″ N, 0° 55′ 59″ E / 41.63221°N,0.93307°E | IPA-14759 | Casa pairal de Cal Metge (Golmés) · Vegeu més fotos d'aquest monument · Carregueu una nova foto d'aquest monument             |
| Cal Marquet                            |           | Obra popular XVII            | Golmés C. Cendra, 14          | 41° 37′ 59″ N, 0° 55′ 58″ E / 41.63293°N,0.93281°E | IPA-14760 | Cal Marquet (Golmés) · Vegeu més fotos d'aquest monument · Carregueu una nova foto d'aquest monument                          |
| Cal Patet                              |           |                              | Golmés C. Cendra, 22          | 41° 37′ 59″ N, 0° 55′ 57″ E / 41.63304°N,0.93263°E | IPA-14762 | Cal Patet (Golmés) · Vegeu més fotos d'aquest monument · Carregueu una nova foto d'aquest monument                            |
| Cal Calbís                             |           | Obra popular XVIII           | Golmés C. Major, 13           | 41° 37′ 59″ N, 0° 55′ 56″ E / 41.63294°N,0.93221°E | IPA-14763 | Cal Calbís (Golmés) · Vegeu més fotos d'aquest monument · Carregueu una nova foto d'aquest monument                           |
| Cal Manuelet                           |           | Barroc XVIII                 | Golmés C. Major               | 41° 37′ 58″ N, 0° 55′ 56″ E / 41.63283°N,0.93222°E | IPA-14764 | Cal Manuelet (Golmés) · Vegeu més fotos d'aquest monument · Carregueu una nova foto d'aquest monument                         |
| Església parroquial de Sant Salvador   |           | Barroc, neoclassicisme XVIII | Golmés Pl. Major, 2           | 41° 37′ 56″ N, 0° 55′ 56″ E / 41.63234°N,0.93231°E | IPA-14765 | Església parroquial de Sant Salvador (Golmés) · Vegeu més fotos d'aquest monument · Carregueu una nova foto d'aquest monument |
| Cal Felip                              |           | Obra popular XVI             | Golmés Pl. Major              | 41° 37′ 58″ N, 0° 55′ 57″ E / 41.63268°N,0.93249°E | IPA-14768 | Cal Felip (Golmés) · Vegeu més fotos d'aquest monument · Carregueu una nova foto d'aquest monument                            |
| Cal Toldrà                             |           | Eclecticisme XIX             | Golmés C. Portal              | 41° 37′ 56″ N, 0° 55′ 58″ E / 41.6322°N,0.93288°E  | IPA-14773 | Cal Toldrà (Golmés) · Vegeu més fotos d'aquest monument · Carregueu una nova foto d'aquest monument                           |
| Escoles, o CEIP Francesc Arenes        |           | Obra popular XX              | Golmés C. Raval, 67           | 41° 38′ 00″ N, 0° 55′ 45″ E / 41.63331°N,0.92913°E | IPA-14774 | Escoles (Golmés) · Vegeu més fotos d'aquest monument · Carregueu una nova foto d'aquest monument                              |
| Salt del Duran o Pilastra dels Fondets |           | Arquitectura del ferro XX    | Golmés                        | 41° 36′ 22″ N, 0° 56′ 27″ E / 41.60609°N,0.94078°E | IPA-14775 | Salt del Duran (Golmés) · Vegeu més fotos d'aquest monument · Carregueu una nova foto d'aquest monument                       |
| Pont del Cap del Terme                 |           | Obra popular XIX             | Golmés Camí del cap del Terme | 41° 36′ 25″ N, 0° 56′ 22″ E / 41.60707°N,0.93956°E | IPA-14776 | Pont del Cap del Terme (Golmés) · Vegeu més fotos d'aquest monument · Carregueu una nova foto d'aquest monument               |
| Creu de terme                          |           | XX                           | Golmés Pl. Catalunya          | 41° 37′ 55″ N, 0° 55′ 59″ E / 41.63186°N,0.93298°E | IPA-17692 | Creu de terme (Golmés) · Vegeu més fotos d'aquest monument · Carregueu una nova foto d'aquest monument                        |

## Ivars d'Urgell
| Monument                              | Protecció   | Estil/època               | Localització                                             | Coordenades                                          | Codi?         | Imatge |
| ------------------------------------- | ----------- | ------------------------- | -------------------------------------------------------- | ---------------------------------------------------- | ------------- | --- |
| Castell de Montsuar                   | BCIN 949-MH |                           | Ivars d'Urgell                                           | 41° 41′ 49″ N, 0° 58′ 43″ E / 41.697030°N,0.978686°E | RI-51-0006360 | Castell de Montsuar (Ivars d'Urgell) · Vegeu més fotos d'aquest monument · Carregueu una nova foto d'aquest monument                   |
| Església parroquial de Sant Andreu    |             | Barroc XVIII              | Ivars d'Urgell Pl. del Dr. Segarra                       | 41° 40′ 58″ N, 0° 59′ 10″ E / 41.68282°N,0.98621°E   | IPA-14778     | Església parroquial de Sant Andreu (Ivars d'Urgell) · Vegeu més fotos d'aquest monument · Carregueu una nova foto d'aquest monument    |
| Mas de la Cendrosa                    |             | Barroc, obra popular XVII | Ivars d'Urgell Camí de Vallvert a Linyola                | 41° 41′ 51″ N, 0° 55′ 14″ E / 41.69749°N,0.9205°E    | IPA-14779     | Mas de la Cendrosa (Ivars d'Urgell) · Vegeu més fotos d'aquest monument · Carregueu una nova foto d'aquest monument                    |
| Cal Sant                              |             | Barroc XVIII              | Ivars d'Urgell Pl. Dr. Segarra                           | 41° 40′ 58″ N, 0° 59′ 09″ E / 41.6827°N,0.98586°E    | IPA-14781     | Cal Sant (Ivars d'Urgell) · Vegeu més fotos d'aquest monument · Carregueu una nova foto d'aquest monument                              |
| Cal Segarreta                         |             | Barroc XVIII              | Ivars d'Urgell Pl. Homenatge a la Vellesa                | 41° 40′ 58″ N, 0° 59′ 05″ E / 41.6827°N,0.98481°E    | IPA-14782     | Cal Segarreta (Ivars d'Urgell) · Vegeu més fotos d'aquest monument · Carregueu una nova foto d'aquest monument                         |
| Graner del Senyoriu de Montaler       |             | Gòtic, renaixement XIII   | Ivars d'Urgell Pl. Homenatge a la Vellesa                | 41° 40′ 58″ N, 0° 59′ 07″ E / 41.68274°N,0.98522°E   | IPA-14783     | Graner del Senyoriu de Montaler (Ivars d'Urgell) · Vegeu més fotos d'aquest monument · Carregueu una nova foto d'aquest monument       |
| Ermita de la Mare de Déu de l'Horta   |             | Renaixement, barroc XVI   | Ivars d'Urgell Afores                                    | 41° 40′ 49″ N, 0° 59′ 30″ E / 41.68036°N,0.99163°E   | IPA-14784     | Ermita de la Mare de Déu de l'Horta (Ivars d'Urgell) · Vegeu més fotos d'aquest monument · Carregueu una nova foto d'aquest monument   |
| Capelleta exterior                    |             | Barroc XVIII              | Ivars d'Urgell C. Felip Rodés, 2                         | 41° 40′ 57″ N, 0° 59′ 10″ E / 41.68239°N,0.98614°E   | IPA-14787     | Carregueu una nova foto d'aquest monument                                                                                              |
| Molí de l'Estany                      |             | Obra popular              | Ivars d'Urgell Esquerra del riu Ondara                   | 41° 41′ 00″ N, 0° 58′ 08″ E / 41.68332°N,0.96901°E   | IPA-17694     | Molí de l'Estany (Ivars d'Urgell) · Vegeu més fotos d'aquest monument · Carregueu una nova foto d'aquest monument                      |
| Molí del Novell i Molí de la Cendrosa |             | Obra popular XVIII        | Ivars d'Urgell Descampat                                 | 41° 42′ 06″ N, 0° 55′ 17″ E / 41.70165°N,0.92143°E   | IPA-17695     | Molí del Novell i Molí de la Cendrosa (Ivars d'Urgell) · Vegeu més fotos d'aquest monument · Carregueu una nova foto d'aquest monument |
| Masia de Montalé                      |             | Barroc XVI                | Ivars d'Urgell                                           | 41° 41′ 52″ N, 1° 00′ 16″ E / 41.69779°N,1.00455°E   | IPA-27925     | Masia de Montalé (Ivars d'Urgell) · Vegeu més fotos d'aquest monument · Carregueu una nova foto d'aquest monument                      |
| Església de Sant Miquel de Vallverd   |             | Obra popular XVIII        | Ivars d'Urgell Vallverd                                  | 41° 41′ 48″ N, 0° 57′ 04″ E / 41.69653°N,0.95103°E   | IPA-14786     | Església de Sant Miquel de Vallverd (Ivars d'Urgell) · Vegeu més fotos d'aquest monument · Carregueu una nova foto d'aquest monument   |
| Creu de terme de Vallverd             |             | Obra popular              | Ivars d'Urgell Cruïlla camí d'Ivars - Vilasana - Linyola | 41° 41′ 38″ N, 0° 56′ 57″ E / 41.693758°N,0.949129°E | IPA-14788     | Creu de terme de Vallverd (Ivars d'Urgell) · Vegeu més fotos d'aquest monument · Carregueu una nova foto d'aquest monument             |
| Torre Toralla                         |             | Eclecticisme XIX          | Ivars d'Urgell Vallverd                                  | 41° 42′ 39″ N, 0° 56′ 59″ E / 41.71072°N,0.94984°E   | IPA-17693     | Torre Toralla (Ivars d'Urgell) · Vegeu més fotos d'aquest monument · Carregueu una nova foto d'aquest monument                         |

## Linyola
| Monument                                         | Protecció    | Estil/època                   | Localització                             | Coordenades                                          | Codi?         | Imatge |
| ------------------------------------------------ | ------------ | ----------------------------- | ---------------------------------------- | ---------------------------------------------------- | ------------- | --- |
| Castell de Linyola, Casa de la Vila              | BCIN 1195-MH | Renaixement XVI (1577)        | Linyola                                  | 41° 42′ 37″ N, 0° 54′ 16″ E / 41.710264°N,0.904379°E | RI-51-0006367 | Castell de Linyola · Vegeu més fotos d'aquest monument · Carregueu una nova foto d'aquest monument                           |
| Sector del centre històric de Linyola            |              | XVI-XVIII, XIX-XX             | Linyola                                  | 41° 42′ 38″ N, 0° 54′ 17″ E / 41.71066°N,0.9047°E    | IPA-398       | Sector del centre històric de Linyola · Vegeu més fotos d'aquest monument · Carregueu una nova foto d'aquest monument        |
| Cal Formiguera                                   |              | XVI                           | Linyola C. Major, 3                      | 41° 42′ 37″ N, 0° 54′ 16″ E / 41.71039°N,0.90452°E   | IPA-399       | Cal Formiguera (Linyola) · Vegeu més fotos d'aquest monument · Carregueu una nova foto d'aquest monument                     |
| Església parroquial de Santa Maria               | BCIL 2017    | Gòtic XIV-XVI, XVIII-XX       | Linyola Pl. Església                     | 41° 42′ 39″ N, 0° 54′ 18″ E / 41.71072°N,0.90504°E   | IPA-14790     | Església parroquial de Santa Maria (Linyola) · Vegeu més fotos d'aquest monument · Carregueu una nova foto d'aquest monument |
| Llindes                                          |              | Obra popular XVI              | Linyola C. Llibertat                     | 41° 42′ 40″ N, 0° 54′ 14″ E / 41.71112°N,0.90393°E   | IPA-14793     | Llindes (Linyola) · Vegeu més fotos d'aquest monument · Carregueu una nova foto d'aquest monument                            |
| Creu de terme de les Oliveres, creu dels Olivars | BCIL 2017    | Obra popular                  | Linyola Cruïlla del camí Poal - els Arcs | 41° 42′ 28″ N, 0° 53′ 49″ E / 41.70788°N,0.89687°E   | IPA-14795     | Creu de terme de les Oliveres (Linyola) · Vegeu més fotos d'aquest monument · Carregueu una nova foto d'aquest monument      |
| Cal Galceran                                     | BCIL 2017    | Barroc XVIII                  | Linyola C. Colom - c. Ramón y Cajal      | 41° 42′ 35″ N, 0° 54′ 16″ E / 41.70965°N,0.90444°E   | IPA-17696     | Cal Galceran (Linyola) · Vegeu més fotos d'aquest monument · Carregueu una nova foto d'aquest monument                       |
| Molí d'oli                                       | BCIL 2017    | Obra popular XIX              | Linyola C. Castell, 27                   | 41° 42′ 38″ N, 0° 54′ 14″ E / 41.71042°N,0.90391°E   | IPA-17697     | Molí d'oli (Linyola) · Vegeu més fotos d'aquest monument · Carregueu una nova foto d'aquest monument                         |
| La Font Vella                                    | BCIL 2017    | Obra popular XVIII            | Linyola Camí de Vallfogona               | 41° 42′ 55″ N, 0° 53′ 00″ E / 41.71527°N,0.88346°E   | IPA-17699     | La Font Vella (Linyola) · Vegeu més fotos d'aquest monument · Carregueu una nova foto d'aquest monument                      |
| Els Porxos                                       | BCIL 2017    | Obra popular XVI, XVII, XVIII | Linyola Pl. Església - c. Major          | 41° 42′ 39″ N, 0° 54′ 19″ E / 41.710714°N,0.905258°E | IPA-45699     | Els Porxos (Linyola) · Vegeu més fotos d'aquest monument · Carregueu una nova foto d'aquest monument                         |
| Espai les Monges, pessebre vivent                | BCIL 2017    |                               | Linyola C. Àngel Guimerà                 | 41° 42′ 39″ N, 0° 54′ 20″ E / 41.71094°N,0.905463°E  | IPA-45700     | Carregueu una nova foto d'aquest monument                                                                                    |
| Espai Memorial Democràtic                        | BCIL 2017    | XX                            | Linyola C. Major, 7                      | 41° 42′ 37″ N, 0° 54′ 16″ E / 41.710407°N,0.904399°E | IPA-45701     | Carregueu una nova foto d'aquest monument                                                                                    |
| Cal Querol, Cal Rotés, la Guspira                | BCIL 2017    | XVIII                         | Linyola C. Isabel, II, 19                | 41° 42′ 36″ N, 0° 54′ 18″ E / 41.71000°N,0.90503°E   | IPA-45702     | Carregueu una nova foto d'aquest monument                                                                                    |
| Escorxador Municipal                             | BCIL 2017    | Modernisme XX                 | Linyola C. de l'Escorxador               | 41° 42′ 41″ N, 0° 54′ 17″ E / 41.711437°N,0.904684°E | IPA-45785     | Carregueu una nova foto d'aquest monument                                                                                    |

## Miralcamp
| Monument                                                     | Protecció | Estil/època                             | Localització                                      | Coordenades                                        | Codi?     | Imatge |
| ------------------------------------------------------------ | --------- | --------------------------------------- | ------------------------------------------------- | -------------------------------------------------- | --------- | --- |
| Església parroquial de Sant Miquel                           | BCIL 2005 | Renaixement, obra popular XV, XX, XVIII | Miralcamp C. Castell, 2 - pl. de l'Església       | 41° 36′ 19″ N, 0° 52′ 41″ E / 41.60522°N,0.87808°E | IPA-14797 | Església parroquial de Sant Miquel (Miralcamp) · Vegeu més fotos d'aquest monument · Carregueu una nova foto d'aquest monument |
| Xemeneia Jan Bru                                             | BCIL 2000 | Obra popular XIX                        | Miralcamp Pl. de Sant Jaume, c/ Generalitat       | 41° 36′ 20″ N, 0° 52′ 48″ E / 41.6055°N,0.87998°E  | IPA-14800 | Xemeneia Jan Bru (Miralcamp) · Vegeu més fotos d'aquest monument · Carregueu una nova foto d'aquest monument                   |
| Habitatges a Miralcamp                                       |           | Obra popular XVII                       | Miralcamp Pl. Sant Jaume                          | 41° 36′ 19″ N, 0° 52′ 43″ E / 41.60537°N,0.87862°E | IPA-14801 | Carregueu una nova foto d'aquest monument                                                                                      |
| Lo Sindicat                                                  |           | Noucentisme XX                          | Miralcamp Av. Doctor Garcia Teixidor, 43          | 41° 36′ 19″ N, 0° 52′ 52″ E / 41.60514°N,0.88114°E | IPA-14802 | Lo Sindicat (Miralcamp) · Vegeu més fotos d'aquest monument · Carregueu una nova foto d'aquest monument                        |
| Rectoria                                                     |           | Obra popular XIX                        | Miralcamp Pl. de l'Església                       | 41° 36′ 18″ N, 0° 52′ 42″ E / 41.60497°N,0.87838°E | IPA-17706 | Rectoria (Miralcamp) · Vegeu més fotos d'aquest monument · Carregueu una nova foto d'aquest monument                           |
| Capella del Convent de les Monges, el convent del Sagrat Cor |           | Obra popular                            | Miralcamp C. Major, 4                             | 41° 36′ 17″ N, 0° 52′ 43″ E / 41.60481°N,0.87872°E | IPA-17707 | Capella del Convent de les Monges (Miralcamp) · Vegeu més fotos d'aquest monument · Carregueu una nova foto d'aquest monument  |
| Casal Municipal de Miralcamp                                 | BCIL 2005 | Obra popular XX Mitjan                  | Miralcamp Pl. de l'Església                       | 41° 36′ 19″ N, 0° 52′ 43″ E / 41.60515°N,0.87865°E | IPA-30588 | Casal Municipal de Miralcamp · Vegeu més fotos d'aquest monument · Carregueu una nova foto d'aquest monument                   |
| Cooperativa del Camp                                         |           | Obra popular XX Mitjan                  | Miralcamp C. de la Creu                           | 41° 36′ 24″ N, 0° 52′ 51″ E / 41.60663°N,0.88081°E | IPA-38262 | Cooperativa del Camp (Miralcamp) · Vegeu més fotos d'aquest monument · Carregueu una nova foto d'aquest monument               |
| Molí de Cal Jan Bru                                          |           | Obra popular XIX                        | Miralcamp Carrer de Pau Casals                    | 41° 36′ 19″ N, 0° 52′ 48″ E / 41.6054°N,0.8801°E   | IPA-38263 | Molí de Cal Jan Bru (Miralcamp) · Vegeu més fotos d'aquest monument · Carregueu una nova foto d'aquest monument                |
| Cal Jan                                                      |           | Obra popular XVIII Mitjan               | Miralcamp Pl. Germà Josep Torres - c. Generalitat | 41° 36′ 20″ N, 0° 52′ 46″ E / 41.60556°N,0.87952°E | IPA-38264 | Cal Jan (Miralcamp) · Vegeu més fotos d'aquest monument · Carregueu una nova foto d'aquest monument                            |

## Mollerussa
| Monument                                         | Protecció | Estil/època                       | Localització                                    | Coordenades                                        | Codi?     | Imatge |
| ------------------------------------------------ | --------- | --------------------------------- | ----------------------------------------------- | -------------------------------------------------- | --------- | --- |
| Església parroquial de Sant Jaume                |           | Historicisme XX                   | Mollerussa C. Ferrer i Busquets                 | 41° 37′ 49″ N, 0° 53′ 37″ E / 41.63036°N,0.89368°E | IPA-14804 | Església parroquial de Sant Jaume (Mollerussa) · Vegeu més fotos d'aquest monument · Carregueu una nova foto d'aquest monument            |
| Capella de Sant Isidor                           | BCIL 2009 | Gòtic, renaixement XVII           | Mollerussa Pl. Major, 4                         | 41° 37′ 43″ N, 0° 53′ 37″ E / 41.62874°N,0.89364°E | IPA-14806 | Capella de Sant Isidor (Mollerussa) · Vegeu més fotos d'aquest monument · Carregueu una nova foto d'aquest monument                       |
| La Vilaclosa                                     |           | Medieval                          | Mollerussa C. Vilaclosa                         | 41° 37′ 45″ N, 0° 53′ 37″ E / 41.62912°N,0.89371°E | IPA-14808 | La Vilaclosa (Mollerussa) · Vegeu més fotos d'aquest monument · Carregueu una nova foto d'aquest monument                                 |
| Cal Bosch                                        | BCIL 2009 | Obra popular                      | Mollerussa Pl. Manuel Bertran, 6                | 41° 37′ 46″ N, 0° 53′ 36″ E / 41.62952°N,0.8932°E  | IPA-14809 | Cal Bosch (Mollerussa) · Vegeu més fotos d'aquest monument · Carregueu una nova foto d'aquest monument                                    |
| Cal Jaques                                       | BCIL 2009 | Modernisme XVIII-XX               | Mollerussa Pl. Major, 14                        | 41° 37′ 44″ N, 0° 53′ 38″ E / 41.62889°N,0.89401°E | IPA-14810 | Cal Jaques (Mollerussa) · Vegeu més fotos d'aquest monument · Carregueu una nova foto d'aquest monument                                   |
| Torre Noguesa                                    |           | Obra popular XIX                  | Mollerussa Carrer del Mestre Josep Capell       | 41° 37′ 36″ N, 0° 53′ 59″ E / 41.62664°N,0.89962°E | IPA-14811 | Torre Noguesa (Mollerussa) · Vegeu més fotos d'aquest monument · Carregueu una nova foto d'aquest monument                                |
| Torre Culleré                                    | BCIL 2009 | XX                                | Mollerussa Ctra. de Linyola                     | 41° 38′ 00″ N, 0° 53′ 45″ E / 41.63327°N,0.89584°E | IPA-14812 | Torre Culleré (Mollerussa) · Vegeu més fotos d'aquest monument · Carregueu una nova foto d'aquest monument                                |
| Habitatge a l'avinguda de la Generalitat, 12     | BCIL 2009 | Noucentisme XX                    | Mollerussa Av. de la Generalitat, 12            | 41° 37′ 50″ N, 0° 53′ 48″ E / 41.63061°N,0.8968°E  | IPA-14813 | Habitatge a l'avinguda de la Generalitat, 12 (Mollerussa) · Vegeu més fotos d'aquest monument · Carregueu una nova foto d'aquest monument |
| Cases Barates                                    |           | Noucentisme XX                    | Mollerussa C. Firal, 4-6-8-10                   | 41° 38′ 01″ N, 0° 53′ 32″ E / 41.63348°N,0.8921°E  | IPA-14814 | Cases Barates (Mollerussa) · Vegeu més fotos d'aquest monument · Carregueu una nova foto d'aquest monument                                |
| Casa Pintó                                       | BCIL 2009 | Noucentisme, eclecticisme XX      | Mollerussa Passeig de la Torre Pintó            | 41° 37′ 07″ N, 0° 53′ 12″ E / 41.61863°N,0.88665°E | IPA-14815 | Casa Pintó (Mollerussa) · Vegeu més fotos d'aquest monument · Carregueu una nova foto d'aquest monument                                   |
| Bloc de pisos plaça Major, 17                    | BCIL 2009 | Obra popular XX                   | Mollerussa Pl. Major                            | 41° 37′ 45″ N, 0° 53′ 39″ E / 41.62912°N,0.89421°E | IPA-14816 | Bloc de pisos plaça Major, 17 (Mollerussa) · Vegeu més fotos d'aquest monument · Carregueu una nova foto d'aquest monument                |
| Casa Vilaró                                      | BCIL 2009 | Noucentisme XX Inici              | Mollerussa Av. del Canal - C. Ferrer i Busquets | 41° 37′ 47″ N, 0° 53′ 25″ E / 41.62976°N,0.89016°E | IPA-14817 | Casa Vilaró (Mollerussa) · Vegeu més fotos d'aquest monument · Carregueu una nova foto d'aquest monument                                  |
| Cal Menutx                                       |           | Noucentisme XX Inici              | Mollerussa C. Vilaclosa                         | 41° 37′ 46″ N, 0° 53′ 39″ E / 41.62957°N,0.8941°E  | IPA-14818 | Cal Menutx (Mollerussa) · Vegeu més fotos d'aquest monument · Carregueu una nova foto d'aquest monument                                   |
| Casa Niubó                                       | BCIL 2009 | Modernisme XX                     | Mollerussa C. Carme, 52                         | 41° 37′ 54″ N, 0° 53′ 39″ E / 41.63161°N,0.89419°E | IPA-14819 | Casa Niubó (Mollerussa) · Vegeu més fotos d'aquest monument · Carregueu una nova foto d'aquest monument                                   |
| Casa Rembler                                     |           | Obra popular XX                   | Mollerussa C. President Macià, 11               | 41° 37′ 51″ N, 0° 53′ 42″ E / 41.63073°N,0.89496°E | IPA-14820 | Casa Rembler (Mollerussa) · Vegeu més fotos d'aquest monument · Carregueu una nova foto d'aquest monument                                 |
| Casa Prim                                        |           | Modernisme XX                     | Mollerussa Av. de la Generalitat, 18            | 41° 37′ 52″ N, 0° 53′ 49″ E / 41.63116°N,0.89693°E | IPA-14822 | Casa Prim (Mollerussa) · Vegeu més fotos d'aquest monument · Carregueu una nova foto d'aquest monument                                    |
| Ca l'Ishanda                                     | BCIL 2009 | Noucentisme XX                    | Mollerussa C. Duran i Bas, 30                   | 41° 37′ 54″ N, 0° 53′ 33″ E / 41.63163°N,0.89262°E | IPA-14823 | Ca l'Ishanda (Mollerussa) · Vegeu més fotos d'aquest monument · Carregueu una nova foto d'aquest monument                                 |
| Casa al canal d'Urgell                           | BCIL 1998 | Obra popular XX                   | Mollerussa C. Jaume I, 1                        | 41° 37′ 47″ N, 0° 53′ 22″ E / 41.62971°N,0.88941°E | IPA-14824 | Casa al canal d'Urgell (Mollerussa) · Vegeu més fotos d'aquest monument · Carregueu una nova foto d'aquest monument                       |
| Molí d'oli de Cal Calçoner, o Molí de Cal Farran |           | Obra popular XIX                  | Mollerussa Ctra. de Vilasana                    | 41° 37′ 57″ N, 0° 53′ 47″ E / 41.63259°N,0.89639°E | IPA-14825 | Molí d'oli de Cal Calçoner (Mollerussa) · Vegeu més fotos d'aquest monument · Carregueu una nova foto d'aquest monument                   |
| Estació del Nord                                 |           | Arquitectura del ferro XIX Mitjan | Mollerussa Ctra. de Vilasana                    | 41° 37′ 56″ N, 0° 53′ 50″ E / 41.63209°N,0.89731°E | IPA-14826 | Estació del Nord (Mollerussa) · Vegeu més fotos d'aquest monument · Carregueu una nova foto d'aquest monument                             |
| La Forestal d'Urgell                             |           | Obra popular XIX-XX               | Mollerussa Av. del Canal                        | 41° 37′ 30″ N, 0° 53′ 30″ E / 41.62506°N,0.89171°E | IPA-14827 | La Forestal d'Urgell (Mollerussa) · Vegeu més fotos d'aquest monument · Carregueu una nova foto d'aquest monument                         |
| La Farinera                                      |           | Obra popular XIX                  | Mollerussa Camí de Belianes                     | 41° 37′ 29″ N, 0° 53′ 59″ E / 41.62476°N,0.89961°E | IPA-14828 | La Farinera (Mollerussa) · Vegeu més fotos d'aquest monument · Carregueu una nova foto d'aquest monument                                  |
| Cal Cobatxo                                      |           | XVIII-XIX                         | Mollerussa C. Jacint Verdaguer, 8               | 41° 37′ 44″ N, 0° 53′ 41″ E / 41.62893°N,0.89459°E | IPA-14830 | Cal Cobatxo (Mollerussa) · Vegeu més fotos d'aquest monument · Carregueu una nova foto d'aquest monument                                  |
| Creu de terme                                    |           | Gòtic tardà XVI                   | Mollerussa C. La Creu                           | 41° 37′ 49″ N, 0° 53′ 38″ E / 41.6304°N,0.89384°E  | IPA-14832 | Creu de terme (Mollerussa) · Vegeu més fotos d'aquest monument · Carregueu una nova foto d'aquest monument                                |
| Societat Recreativa l'Amistat                    |           | Obra popular XX                   | Mollerussa C. Ferrer i Busquets, 90-92          | 41° 37′ 47″ N, 0° 53′ 47″ E / 41.62981°N,0.89638°E | IPA-17700 | Societat Recreativa l'Amistat (Mollerussa) · Vegeu més fotos d'aquest monument · Carregueu una nova foto d'aquest monument                |
| Centre d'Atenció Primària                        |           | Darreres tendències XX            | Mollerussa Ctra. de Miralcamp                   | 41° 37′ 25″ N, 0° 53′ 35″ E / 41.62364°N,0.89307°E | IPA-17702 | Centre d'Atenció Primària (Mollerussa) · Vegeu més fotos d'aquest monument · Carregueu una nova foto d'aquest monument                    |
| Ajuntament de Mollerussa                         |           | Monumentalisme academicista XX    | Mollerussa Pl. Ajuntament, 2                    | 41° 37′ 47″ N, 0° 53′ 39″ E / 41.62972°N,0.89409°E | IPA-17703 | Ajuntament de Mollerussa · Vegeu més fotos d'aquest monument · Carregueu una nova foto d'aquest monument                                  |
| Cal Duc                                          |           | Noucentisme XX Inici              | Mollerussa Prat de la Riba, 8                   | 41° 37′ 54″ N, 0° 53′ 43″ E / 41.63164°N,0.89536°E | IPA-17704 | Cal Duc (Mollerussa) · Vegeu més fotos d'aquest monument · Carregueu una nova foto d'aquest monument                                      |

## El Palau d'Anglesola
| Monument                                  | Protecció | Estil/època                                 | Localització                                                  | Coordenades                                          | Codi?     | Imatge |
| ----------------------------------------- | --------- | ------------------------------------------- | ------------------------------------------------------------- | ---------------------------------------------------- | --------- | --- |
| Església parroquial de Sant Joan Baptista | BCIL 2002 | Neoclassicisme XIX Inici                    | El Palau d'Anglesola Pl. Major                                | 41° 39′ 06″ N, 0° 52′ 50″ E / 41.65171°N,0.8805°E    | IPA-14834 | Església parroquial de Sant Joan Baptista (el Palau d'Anglesola) · Vegeu més fotos d'aquest monument · Carregueu una nova foto d'aquest monument |
| Ajuntament                                |           | Noucentisme XX Inici                        | El Palau d'Anglesola C. Sant Josep, 1                         | 41° 39′ 06″ N, 0° 52′ 51″ E / 41.65158°N,0.88076°E   | IPA-14835 | Ajuntament (el Palau d'Anglesola) · Vegeu més fotos d'aquest monument · Carregueu una nova foto d'aquest monument                                |
| Celler del Sindicat Agrícola              |           | Noucentisme Cèsar Martinell Brunet XX Inici | El Palau d'Anglesola C. Urgell, 71                            | 41° 38′ 53″ N, 0° 53′ 03″ E / 41.64794°N,0.88413°E   | IPA-14836 | Celler del Sindicat Agrícola (el Palau d'Anglesola) · Vegeu més fotos d'aquest monument · Carregueu una nova foto d'aquest monument              |
| Cal Pere Bassa                            |           | Obra popular XVIII                          | El Palau d'Anglesola Pl. Major, 4                             | 41° 39′ 05″ N, 0° 52′ 49″ E / 41.65145°N,0.88017°E   | IPA-14837 | Cal Pere Bassa (el Palau d'Anglesola) · Vegeu més fotos d'aquest monument · Carregueu una nova foto d'aquest monument                            |
| Cal Miqueló                               |           | Obra popular XVI                            | El Palau d'Anglesola C. Sant Joan, 6                          | 41° 39′ 08″ N, 0° 52′ 50″ E / 41.65215°N,0.88059°E   | IPA-14838 | Cal Miqueló (el Palau d'Anglesola) · Vegeu més fotos d'aquest monument · Carregueu una nova foto d'aquest monument                               |
| Edifici d'habitatges a la plaça Major, 5  |           | Neoclassicisme XVIII                        | El Palau d'Anglesola Pl. Major, 5                             | 41° 39′ 05″ N, 0° 52′ 48″ E / 41.6515°N,0.88002°E    | IPA-14839 | Edifici d'habitatges a la plaça Major, 5 (el Palau d'Anglesola) · Vegeu més fotos d'aquest monument · Carregueu una nova foto d'aquest monument  |
| Cal Blasió                                |           | Obra popular, renaixement XVII              | El Palau d'Anglesola C. Pont, 6                               | 41° 39′ 09″ N, 0° 52′ 49″ E / 41.65249°N,0.88041°E   | IPA-14840 | Cal Blasió (el Palau d'Anglesola) · Vegeu més fotos d'aquest monument · Carregueu una nova foto d'aquest monument                                |
| Cal Massot                                |           | Barroc, obra popular XVII                   | El Palau d'Anglesola C. Pont, 2                               | 41° 39′ 09″ N, 0° 52′ 50″ E / 41.65243°N,0.88062°E   | IPA-14841 | Cal Massot (el Palau d'Anglesola) · Vegeu més fotos d'aquest monument · Carregueu una nova foto d'aquest monument                                |
| Ca l'Iseta                                |           | Obra popular XIX                            | El Palau d'Anglesola C. Sant Joan, 10                         | 41° 39′ 08″ N, 0° 52′ 50″ E / 41.65232°N,0.88069°E   | IPA-14842 | Ca l'Iseta (el Palau d'Anglesola) · Vegeu més fotos d'aquest monument · Carregueu una nova foto d'aquest monument                                |
| Capelleta de Santa Llúcia                 |           | Obra popular XIV                            | El Palau d'Anglesola Camí del Poal                            | 41° 39′ 26″ N, 0° 52′ 39″ E / 41.6572°N,0.87743°E    | IPA-14843 | Capelleta de Santa Llúcia (el Palau d'Anglesola) · Vegeu més fotos d'aquest monument · Carregueu una nova foto d'aquest monument                 |
| Cal Felipet                               |           | Obra popular, renaixement XIV               | El Palau d'Anglesola C. Sant Joan, 8                          | 41° 39′ 08″ N, 0° 52′ 50″ E / 41.65225°N,0.88064°E   | IPA-14844 | Cal Felipet (el Palau d'Anglesola) · Vegeu més fotos d'aquest monument · Carregueu una nova foto d'aquest monument                               |
| Llinda al carrer Sant Joan, 5             |           | Obra popular                                | El Palau d'Anglesola C. Sant Joan, 5                          | 41° 39′ 08″ N, 0° 52′ 50″ E / 41.65224°N,0.88051°E   | IPA-14846 | Llinda al carrer Sant Joan, 5 (el Palau d'Anglesola) · Vegeu més fotos d'aquest monument · Carregueu una nova foto d'aquest monument             |
| Masia de l'Empriu                         |           | Obra popular XIX                            | El Palau d'Anglesola Partida de l'Empriu                      | 41° 38′ 36″ N, 0° 50′ 28″ E / 41.64327°N,0.84106°E   | IPA-14847 | Masia de l'Empriu (el Palau d'Anglesola) · Vegeu més fotos d'aquest monument · Carregueu una nova foto d'aquest monument                         |
| Fassina, o Cups de Palau d'Anglessola     |           | Obra popular XIX                            | El Palau d'Anglesola C. de la Fassina - travessia Sant Antoni | 41° 39′ 09″ N, 0° 52′ 53″ E / 41.652528°N,0.881256°E | IPA-14849 | Fassina (el Palau d'Anglesola) · Vegeu més fotos d'aquest monument · Carregueu una nova foto d'aquest monument                                   |
| Creu de terme                             |           | Obra popular                                | El Palau d'Anglesola Ctra. de Fondarella                      | 41° 39′ 04″ N, 0° 52′ 45″ E / 41.65107°N,0.87929°E   | IPA-14850 | Creu de terme (el Palau d'Anglesola) · Vegeu més fotos d'aquest monument · Carregueu una nova foto d'aquest monument                             |
| Habitatges Pau Casals                     |           | Darreres tendències XX                      | El Palau d'Anglesola Av. Pau Casals                           | 41° 38′ 53″ N, 0° 52′ 55″ E / 41.647994°N,0.882022°E | IPA-17708 | Habitatges Pau Casals (el Palau d'Anglesola) · Vegeu més fotos d'aquest monument · Carregueu una nova foto d'aquest monument                     |

## El Poal
| Monument                                  | Protecció    | Estil/època                     | Localització                 | Coordenades                                          | Codi?         | Imatge |
| ----------------------------------------- | ------------ | ------------------------------- | ---------------------------- | ---------------------------------------------------- | ------------- | --- |
| Cal Castell                               | BCIN 1273-MH | XVIII                           | El Poal C. Major             | 41° 40′ 43″ N, 0° 51′ 18″ E / 41.678635°N,0.855045°E | RI-51-0006437 | Cal Castell (el Poal) · Vegeu més fotos d'aquest monument · Carregueu una nova foto d'aquest monument                               |
| Creu de terme                             |              | XVIII-XX                        | El Poal C. Centre, 16        | 41° 40′ 47″ N, 0° 51′ 12″ E / 41.67984°N,0.85326°E   | IPA-14853     | Creu de terme (el Poal) · Vegeu més fotos d'aquest monument · Carregueu una nova foto d'aquest monument                             |
| Església parroquial de Sant Joan Baptista |              | Barroc, neoclassicisme XVIII-XX | El Poal C. Major             | 41° 40′ 42″ N, 0° 51′ 19″ E / 41.67836°N,0.85529°E   | IPA-14854     | Església parroquial de Sant Joan Baptista (el Poal) · Vegeu més fotos d'aquest monument · Carregueu una nova foto d'aquest monument |
| Cal Graells                               | BCIL 2003    | Obra popular XVIII              | El Poal Pl. Felip Rodés, 11  | 41° 40′ 42″ N, 0° 51′ 22″ E / 41.67821°N,0.85614°E   | IPA-14855     | Cal Graells (el Poal) · Vegeu més fotos d'aquest monument · Carregueu una nova foto d'aquest monument                               |
| Cal Puig                                  |              | Neoclassicisme XVIII            | El Poal C. Major             | 41° 40′ 43″ N, 0° 51′ 16″ E / 41.6785°N,0.85448°E    | IPA-14856     | Cal Puig (el Poal) · Vegeu més fotos d'aquest monument · Carregueu una nova foto d'aquest monument                                  |
| Carrer Major                              |              | Neoclassicisme XVII             | El Poal C. Major             | 41° 40′ 43″ N, 0° 51′ 16″ E / 41.6786°N,0.85453°E    | IPA-14857     | Carrer Major (el Poal) · Vegeu més fotos d'aquest monument · Carregueu una nova foto d'aquest monument                              |
| El Molinet                                |              | Noucentisme, obra popular XX    | El Poal                      | 41° 40′ 16″ N, 0° 52′ 38″ E / 41.67117°N,0.87714°E   | IPA-14859     | El Molinet (el Poal) · Vegeu més fotos d'aquest monument · Carregueu una nova foto d'aquest monument                                |
| Creu del Molinet                          |              | Historicisme XX                 | El Poal Al final d'una finca | 41° 40′ 12″ N, 0° 52′ 39″ E / 41.66998°N,0.87738°E   | IPA-14860     | Creu del Molinet (el Poal) · Vegeu més fotos d'aquest monument · Carregueu una nova foto d'aquest monument                          |
| Cal Francés                               |              | Obra popular XVII               | El Poal C. Major, 9          | 41° 40′ 43″ N, 0° 51′ 15″ E / 41.67872°N,0.85426°E   | IPA-17713     | Cal Francés (el Poal) · Vegeu més fotos d'aquest monument · Carregueu una nova foto d'aquest monument                               |

## Sidamon
| Monument                             | Protecció | Estil/època                | Localització                | Coordenades                                        | Codi?     | Imatge |
| ------------------------------------ | --------- | -------------------------- | --------------------------- | -------------------------------------------------- | --------- | --- |
| Església parroquial de Sant Bartomeu |           | Obra popular XVIII         | Sidamon Pl. Major           | 41° 37′ 46″ N, 0° 49′ 54″ E / 41.62947°N,0.83174°E | IPA-14864 | Església parroquial de Sant Bartomeu (Sidamon) · Vegeu més fotos d'aquest monument · Carregueu una nova foto d'aquest monument |
| Escoles Municipals                   |           | Noucentisme XX             | Sidamon C. Carretera, 14    | 41° 37′ 43″ N, 0° 49′ 52″ E / 41.62849°N,0.83124°E | IPA-14865 | Escoles Municipals (Sidamon) · Vegeu més fotos d'aquest monument · Carregueu una nova foto d'aquest monument                   |
| Cal Cabalé                           |           | Obra popular               | Sidamon C. de Sant Bartomeu | 41° 37′ 44″ N, 0° 49′ 58″ E / 41.62886°N,0.83276°E | IPA-14866 | Cal Cabalé (Sidamon) · Vegeu més fotos d'aquest monument · Carregueu una nova foto d'aquest monument                           |
| Cal Miqueló                          |           | Obra popular, barroc XVIII | Sidamon C. Major, 9         | 41° 37′ 44″ N, 0° 49′ 55″ E / 41.62892°N,0.83189°E | IPA-14867 | Cal Miqueló (Sidamon) · Vegeu més fotos d'aquest monument · Carregueu una nova foto d'aquest monument                          |
| Casa de la Vila de Sidamon           |           | Darreres tendències XX     | Sidamon C. Major, 6         | 41° 37′ 43″ N, 0° 49′ 56″ E / 41.62857°N,0.83215°E | IPA-17715 | Casa de la Vila de Sidamon · Vegeu més fotos d'aquest monument · Carregueu una nova foto d'aquest monument                     |

## Torregrossa
| Monument                                      | Protecció    | Estil/època            | Localització                             | Coordenades                                          | Codi?         | Imatge |
| --------------------------------------------- | ------------ | ---------------------- | ---------------------------------------- | ---------------------------------------------------- | ------------- | --- |
| Castell de Torregrossa                        | BCIN 1650-MH | XVI                    | Torregrossa C. Major                     | 41° 34′ 53″ N, 0° 49′ 56″ E / 41.581488°N,0.832243°E | RI-51-0006521 | Castell de Torregrossa · Vegeu més fotos d'aquest monument · Carregueu una nova foto d'aquest monument                                      |
| Església parroquial de l'Assumpta             |              | Neoclassicisme XVIII   | Torregrossa                              | 41° 34′ 52″ N, 0° 49′ 55″ E / 41.58123°N,0.83199°E   | IPA-14869     | Església parroquial de l'Assumpta (Torregrossa) · Vegeu més fotos d'aquest monument · Carregueu una nova foto d'aquest monument             |
| Ajuntament, Casa de la Vila                   | BCIL 2009    | Obra popular XX        | Torregrossa Pl. Canalejas, 1             | 41° 34′ 48″ N, 0° 49′ 55″ E / 41.58004°N,0.83183°E   | IPA-14870     | Ajuntament (Torregrossa) · Vegeu més fotos d'aquest monument · Carregueu una nova foto d'aquest monument                                    |
| Portal medieval de Torregrossa                |              | Gòtic XVI              | Torregrossa Pl. de l'Església            | 41° 34′ 53″ N, 0° 49′ 55″ E / 41.58135°N,0.83207°E   | IPA-14871     | Portal medieval de Torregrossa · Vegeu més fotos d'aquest monument · Carregueu una nova foto d'aquest monument                              |
| Capella de Sant Roc                           |              | Barroc XVIII           | Torregrossa C. de Sant Roc               | 41° 34′ 48″ N, 0° 49′ 52″ E / 41.57994°N,0.83122°E   | IPA-14872     | Capella de Sant Roc (Torregrossa) · Vegeu més fotos d'aquest monument · Carregueu una nova foto d'aquest monument                           |
| Cal Farré                                     |              | Obra popular XVIII     | Torregrossa C. Major, 8                  | 41° 34′ 53″ N, 0° 49′ 53″ E / 41.58144°N,0.83149°E   | IPA-14873     | Cal Farré (Torregrossa) · Vegeu més fotos d'aquest monument · Carregueu una nova foto d'aquest monument                                     |
| Casal-palau dels Ducs d'Almenara              |              | Obra popular XVIII     | Torregrossa Margalef                     | 41° 34′ 23″ N, 0° 46′ 09″ E / 41.57292°N,0.76911°E   | IPA-14874     | Casal-palau dels Ducs d'Almenara (Torregrossa) · Vegeu més fotos d'aquest monument · Carregueu una nova foto d'aquest monument              |
| Cal Jaumet                                    |              | Obra popular XVIII     | Torregrossa Pl. Església, 11             | 41° 34′ 53″ N, 0° 49′ 56″ E / 41.58147°N,0.83215°E   | IPA-14875     | Cal Jaumet (Torregrossa) · Vegeu més fotos d'aquest monument · Carregueu una nova foto d'aquest monument                                    |
| Cal Salvia                                    |              | Noucentisme XX         | Torregrossa C. Mossèn Cinto Verdaguer, 2 | 41° 34′ 47″ N, 0° 49′ 55″ E / 41.57964°N,0.83188°E   | IPA-14876     | Cal Salvia (Torregrossa) · Vegeu més fotos d'aquest monument · Carregueu una nova foto d'aquest monument                                    |
| Cal Majo                                      |              | Obra popular XIX       | Torregrossa La Bassa, 2                  | 41° 34′ 50″ N, 0° 49′ 56″ E / 41.58058°N,0.83227°E   | IPA-14878     | Cal Majo (Torregrossa) · Vegeu més fotos d'aquest monument · Carregueu una nova foto d'aquest monument                                      |
| Habitatge al carrer Mossèn Cinto Verdaguer, 1 |              | Modernisme XX          | Torregrossa C. Mossèn Cinto Verdaguer, 1 | 41° 34′ 48″ N, 0° 49′ 56″ E / 41.57995°N,0.83234°E   | IPA-14879     | Habitatge al carrer Mossèn Cinto Verdaguer, 1 (Torregrossa) · Vegeu més fotos d'aquest monument · Carregueu una nova foto d'aquest monument |
| Església de Sant Bartomeu de Margalef         |              | Obra popular XVIII     | Torregrossa                              | 41° 34′ 22″ N, 0° 46′ 10″ E / 41.57291°N,0.76943°E   | IPA-14880     | Església de Sant Bartomeu de Margalef (Torregrossa) · Vegeu més fotos d'aquest monument · Carregueu una nova foto d'aquest monument         |
| Església de Santa Maria de Margalef           |              | Romànic XIII-XIV       | Torregrossa                              | 41° 34′ 13″ N, 0° 45′ 56″ E / 41.57036°N,0.76555°E   | IPA-14881     | Església de Santa Maria de Margalef (Torregrossa) · Vegeu més fotos d'aquest monument · Carregueu una nova foto d'aquest monument           |
| Pou Bo                                        |              | Obra popular           | Torregrossa Camí de Vensilló             | 41° 35′ 02″ N, 0° 49′ 08″ E / 41.583820°N,0.818759°E | IPA-17716     | Pou Bo (Torregrossa) · Vegeu més fotos d'aquest monument · Carregueu una nova foto d'aquest monument                                        |
| Biblioteca Pública, Llar de Jubilats          |              | Darreres tendències XX | Torregrossa C. Mossèn Cinto Verdaguer    | 41° 34′ 47″ N, 0° 49′ 54″ E / 41.5798°N,0.83173°E    | IPA-17717     | Biblioteca Pública (Torregrossa) · Vegeu més fotos d'aquest monument · Carregueu una nova foto d'aquest monument                            |
| Habitatge unifamiliar                         |              | Darreres tendències XX | Torregrossa Pl. Jesús Jansa              | 41° 34′ 52″ N, 0° 49′ 52″ E / 41.58108°N,0.83099°E   | IPA-17718     | Habitatge unifamiliar (Torregrossa) · Vegeu més fotos d'aquest monument · Carregueu una nova foto d'aquest monument                         |

## Vilanova de Bellpuig
| Monument                         | Protecció | Estil/època                   | Localització                                         | Coordenades                                        | Codi?     | Imatge |
| -------------------------------- | --------- | ----------------------------- | ---------------------------------------------------- | -------------------------------------------------- | --------- | --- |
| Ca l'Apotecari                   |           | Renaixement XVII              | Vilanova de Bellpuig Pl. Major - c. Doctor Gassol, 1 | 41° 36′ 53″ N, 0° 57′ 40″ E / 41.6148°N,0.96111°E  | IPA-512   | Ca l'Apotecari (Vilanova de Bellpuig) · Vegeu més fotos d'aquest monument · Carregueu una nova foto d'aquest monument                   |
| Església parroquial de Sant Pere |           | Romànic XII, XVII             | Vilanova de Bellpuig Pl. de l'Església               | 41° 36′ 52″ N, 0° 57′ 39″ E / 41.61444°N,0.96076°E | IPA-14883 | Església parroquial de Sant Pere (Vilanova de Bellpuig) · Vegeu més fotos d'aquest monument · Carregueu una nova foto d'aquest monument |
| Antic ajuntament                 | BCIL 1982 | Renaixement XVI               | Vilanova de Bellpuig Pl. Catalunya, 13               | 41° 36′ 53″ N, 0° 57′ 35″ E / 41.61475°N,0.95986°E | IPA-14885 | Antic ajuntament (Vilanova de Bellpuig) · Vegeu més fotos d'aquest monument · Carregueu una nova foto d'aquest monument                 |
| Cal Palau                        | BCIL 1982 | Neoclassicisme-romàntic XVIII | Vilanova de Bellpuig C. Dr. Gassol, 4                | 41° 36′ 52″ N, 0° 57′ 41″ E / 41.61456°N,0.96129°E | IPA-14889 | Cal Palau (Vilanova de Bellpuig) · Vegeu més fotos d'aquest monument · Carregueu una nova foto d'aquest monument                        |
| Cal Martí                        |           | Obra popular XIX              | Vilanova de Bellpuig C. Clost, 1                     | 41° 36′ 54″ N, 0° 57′ 37″ E / 41.61496°N,0.96027°E | IPA-14892 | Cal Martí (Vilanova de Bellpuig) · Vegeu més fotos d'aquest monument · Carregueu una nova foto d'aquest monument                        |
| Cal Tudela                       |           | Renaixement XV                | Vilanova de Bellpuig C. Dr. Gassol                   | 41° 36′ 52″ N, 0° 57′ 43″ E / 41.61446°N,0.96202°E | IPA-14893 | Cal Tudela (Vilanova de Bellpuig) · Vegeu més fotos d'aquest monument · Carregueu una nova foto d'aquest monument                       |
| Creu de terme                    |           | Obra popular                  | Vilanova de Bellpuig Camí del canal                  | 41° 36′ 54″ N, 0° 58′ 13″ E / 41.61492°N,0.9702°E  | IPA-14902 | Creu de terme (Vilanova de Bellpuig) · Vegeu més fotos d'aquest monument · Carregueu una nova foto d'aquest monument                    |
| Casella de la Turbina            |           | Obra popular XX Inici         | Vilanova de Bellpuig                                 | 41° 35′ 58″ N, 0° 57′ 43″ E / 41.59947°N,0.96199°E | IPA-14903 | Casella de la Turbina (Vilanova de Bellpuig) · Vegeu més fotos d'aquest monument · Carregueu una nova foto d'aquest monument            |
| Cementiri                        | BCIL 1982 |                               | Vilanova de Bellpuig                                 | 41° 37′ 13″ N, 0° 57′ 34″ E / 41.62027°N,0.95953°E | IPA-37872 | Cementiri (Vilanova de Bellpuig) · Vegeu més fotos d'aquest monument · Carregueu una nova foto d'aquest monument                        |

## Vila-sana
| Monument                                                        | Protecció | Estil/època            | Localització                                 | Coordenades                                        | Codi?     | Imatge |
| --------------------------------------------------------------- | --------- | ---------------------- | -------------------------------------------- | -------------------------------------------------- | --------- | --- |
| Ermita de Santa Maria de la Cabeça, o capella                   |           | Obra popular XVIII     | Vila-sana Pl. Major, 2                       | 41° 39′ 49″ N, 0° 55′ 40″ E / 41.66373°N,0.92782°E | IPA-14905 | Carregueu una nova foto d'aquest monument                                                                                      |
| Benefici de Sant Antoni, o Torre del Fraret                     |           | Obra popular XVIII     | Vila-sana Camí de Linyola                    | 41° 39′ 46″ N, 0° 55′ 28″ E / 41.66287°N,0.92448°E | IPA-14907 | Benefici de Sant Antoni (Vila-sana) · Vegeu més fotos d'aquest monument · Carregueu una nova foto d'aquest monument            |
| La Casa Vella                                                   |           | Obra popular XVII      | Vila-sana Pl. Major, 2                       | 41° 39′ 50″ N, 0° 55′ 41″ E / 41.66378°N,0.92797°E | IPA-14911 | La Casa Vella (Vila-sana) · Vegeu més fotos d'aquest monument · Carregueu una nova foto d'aquest monument                      |
| La Novella Alta                                                 |           | Obra popular XV, XX    | Vila-sana Les Novelles                       | 41° 39′ 27″ N, 0° 54′ 28″ E / 41.65746°N,0.90775°E | IPA-14912 | La Novella Alta (Vila-sana) · Vegeu més fotos d'aquest monument · Carregueu una nova foto d'aquest monument                    |
| La Novella Baixa                                                |           | Obra popular XVIII     | Vila-sana Les Novelles                       | 41° 39′ 29″ N, 0° 53′ 33″ E / 41.65796°N,0.89252°E | IPA-14913 | La Novella Baixa (Vila-sana) · Vegeu més fotos d'aquest monument · Carregueu una nova foto d'aquest monument                   |
| Torre Celestino                                                 |           | Obra popular XX        | Vila-sana Les Novelles                       | 41° 39′ 52″ N, 0° 53′ 01″ E / 41.66454°N,0.88355°E | IPA-14914 | Torre Celestino (Vila-sana) · Vegeu més fotos d'aquest monument · Carregueu una nova foto d'aquest monument                    |
| Cal Chamà, o Torre del Xatmar                                   |           | Obra popular XIX       | Vila-sana Ctra. Mollerussa-Linyola           | 41° 39′ 49″ N, 0° 53′ 46″ E / 41.6635°N,0.89611°E  | IPA-14916 | Cal Chamà (Vila-sana) · Vegeu més fotos d'aquest monument · Carregueu una nova foto d'aquest monument                          |
| Masia Felip, o Masia Montserrat, colònia agrícola de Montserrat |           | Obra popular XVIII     | Vila-sana Camí Golmés, partida dels ALberchs | 41° 38′ 38″ N, 0° 55′ 51″ E / 41.64375°N,0.93076°E | IPA-14920 | Masia Felip (Vila-sana) · Vegeu més fotos d'aquest monument · Carregueu una nova foto d'aquest monument                        |
| Església parroquial de Sant Miquel                              |           | Obra popular XVIII, XX | Vila-sana Pl. Església, 1                    | 41° 39′ 48″ N, 0° 55′ 42″ E / 41.66329°N,0.92828°E | IPA-17721 | Església parroquial de Sant Miquel (Vila-sana) · Vegeu més fotos d'aquest monument · Carregueu una nova foto d'aquest monument |
| Cal Senyor, o la Casa de Dalt                                   |           | Obra popular XVIII     | Vila-sana C. Urgell, 10                      | 41° 39′ 49″ N, 0° 55′ 51″ E / 41.66354°N,0.93093°E | IPA-14909 | Cal Senyor (Vila-sana) · Vegeu més fotos d'aquest monument · Carregueu una nova foto d'aquest monument                         |